# Apatura extensa
Apatura extensa är en fjärilsart som beskrevs av Le Moult 1947. Apatura extensa ingår i släktet Apatura och familjen praktfjärilar. Inga underarter finns listade i Catalogue of Life.